# Rubén Gallego
Cet article concerne l'écrivain. Pour l'homme politique, voir Ruben Gallego. Pour les articles homonymes, voir Gallego.
Rubén David González Gallego (en russe : Рубен Давид Гонсалес Гальего), né à Moscou le 20 novembre 1968 , est un écrivain russe d'origine espagnole.

## Biographie
Il obtient le Prix Booker russe en 2003 pour Blanc sur noir (en russe : Белое на чëрном).

## Œuvre traduite en français
- Blanc sur noir [« Beloe na černom »], trad. d’Aurora Gallego et Joëlle Roche-Parfenov, Arles, France, Éditions Solin/Actes sud, 2003, 205 p.  (ISBN 2-7427-4163-1)[1]